# Gmina Zagorje ob Savi
Zagorje ob Savi – gmina w Słowenii. W 2006 roku liczyła 6700 mieszkańców.
Ośrodek przemysłu spożywczego.

## Miejscowości
Miejscowości wchodzące w skład gminy Zagorje ob Savi:

- Blodnik
- Borje pri Mlinšah
- Borje
- Borovak pri Podkumu
- Brezje
- Breznik
- Briše
- Dobrljevo
- Dolenja vas
- Dolgo Brdo pri Mlinšah
- Družina
- Čemšenik
- Čolnišče
- Golče
- Gorenja vas
- Hrastnik pri Trojanah
- Izlake
- Jablana
- Jarše
- Jelenk
- Jelševica
- Jesenovo
- Kandrše
- Kisovec
- Kolk
- Kolovrat
- Konjšica
- Kostrevnica
- Kotredež
- Log pri Mlinšah
- Loke pri Zagorju
- Mali Kum
- Medija
- Mlinše
- Mošenik
- Orehovica
- Osredek
- Padež
- Podkraj pri Zagorju
- Podkum
- Podlipovica
- Polšina
- Potoška vas
- Požarje
- Prapreče
- Ravenska vas
- Ravne pri Mlinšah
- Razbor pri Čemšeniku
- Razpotje
- Rodež
- Rove
- Rovišče
- Rtiče
- Ržiše
- Selo pri Zagorju
- Senožeti
- Sopota
- Spodnji Šemnik
- Sopota
- Šemnik
- Šentgotard
- Šentlambert
- Šklendrovec
- Špital
- Tirna
- Vidrga
- Vine
- Vrh pri Mlinšah
- Vrh
- Vrhe
- Zabava
- Zabreznik
- Zagorje ob Savi – siedziba gminy
- Zavine
- Zgornji Prhovec
- Znojile
- Žvarulje